# Den Nationale Operative Stab
National Operativ Stab (NOST) er et samarbejde på højeste niveau mellem myndigheder i Danmark, Færøerne og Grønland. Stabens hovedopgave er at skabe overblik, så regering og andre myndigheder har et tilstrækkeligt grundlag til at træffe beslutninger. National Operativ Stab er forpligtet til at afholde minimum én alarmeringsøvelse hvert halve år. Styrelsen for Samfundssikkerhed koordinerer arbejdet.
NOST aktiveres for eksempel ved: 
- større ulykker
- katastrofer
- terrorangreb
- cyberangreb
- statsbesøg
- topmøder

NOST blev oprettet i 2005 af regeringen i forbindelse med tsunamien i Thailand som en del af forsvarsforliget.

## Medlemmer
De faste medlemmer af NOST er:
- Rigspolitiet
- Politiets Efterretningstjeneste
- Værnsfælles Forsvarskommando
- Forsvarets Efterretningstjeneste
- Beredskabsstyrelsen
- Sundhedsstyrelsen
- Trafikstyrelsen
- Styrelsen for Samfundssikkerhed
- Udenrigsministeriet

Andre myndigheder indkaldes efter behov. For eksempel indkaldes DMI ved storme.

## Aktiviteter
NOST er for eksempel trådt sammen ved:
- COP15 / FN's Klimakonference 2009[3]
- Askeskyen, der lammede flytrafikken 2010[3]
- Angrebet på Krudttønden 2015[3]
- Tsunamien på Grønland 2017[3]
- Tørken i sommeren 2018[3]
- Togulykken på Storebæltsforbindelsen 2019[4]
- Udbrud af COVID-19 i Wuhan 2019-2020[5][6]
- Gaslækagerne i Østersøen 2022.[7]
- Stormfloden 2023.[8]
- Jordskreddet ved Nordic Waste 2021-2024.[9]
- Nedbruddet på TDC Nets mobilnetværk 2024.[10][11]
- Kraftig regn i sommeren 2025.[12]